# بيرغونج
بيرغونج هي مدينة كبيرة، في نيبال، تقع في مقاطعة بارسا، بلغ عدد سكانها 135,904 نسمة.

## أعلام
- براكاش شاريثا